# El perro y la campanilla

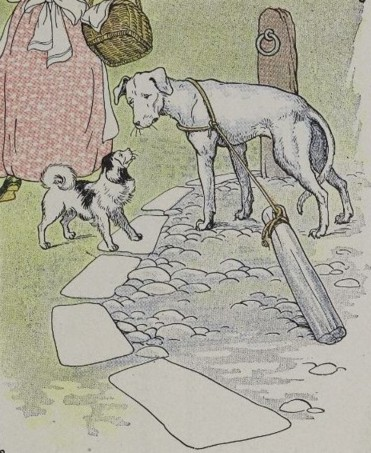
El perro de la campanilla, ilustrado por Milo Winter en una antología de Esopo de 1919.

El perro y la campanilla o El perro con campanilla (Κύων κωδωνοφορών) es una fábula atribuida a Esopo en la que un perro ataca sin razón a los otros. Para advertir a los demás dueños su amo le cuelga del cuello una campanilla que el perro muestra fanfarronamente a los demás como si fuera un premio. Hasta que una perra vieja le pregunta "¿Por qué presumes? ¿Acaso crees que no sabemos que esa campanilla la llevas no por tus virtudes sino como aviso de tu maldad?".
La moraleja de esta historia, que ha sido reescrita por numerosos fabulistas, es que "los halagos que se hacen los presuntuosos a menudo solo delatan sus propios defectos".